# Marek Rzepka (lekkoatleta)
Marek Rzepka (ur. 4 listopada 1979) – polski lekkoatleta specjalizujący się w wielobojach. 
Medalista mistrzostw Polski seniorów ma w dorobku jeden brązowy medal (Siedlce 2001).
Obecnie jest trenerem wieloboistów m.in. Pawła Wiesiołka i Magdaleny Sochoń. 
Rekordy życiowe: dziesięciobój (stadion) – 6734 pkt. (21 września 2003, Warszawa).